# Stalag II-D

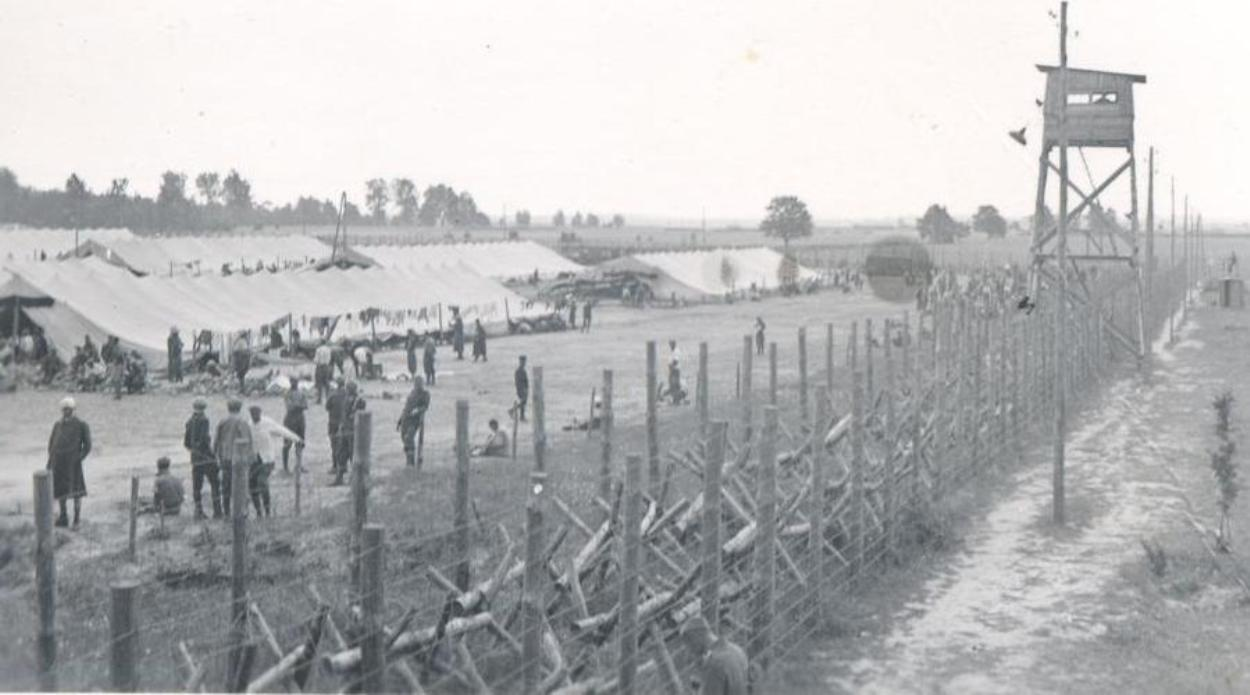
Camp Stalag II-D.

Le Stalag II-D Stargard est un camp de prisonniers de guerre de la Wehrmacht, pendant la Seconde Guerre mondiale, situé près de Stargard, aujourd'hui Stargard Szczecinski, en Poméranie, à 30 km à l'est de Szczecin.

## Chronologie
- Septembre 1939. Le camp est établi sur un terrain d'entraînement militaire pour les militaires polonais capturés lors de l'offensive allemande de septembre 1939.
- Hiver 1939-1940. Les prisonniers vivent en plein air ou dans des tentes, alors que l'hiver est très rigoureux. Ils construisent des baraques en bois ou en briques pour le camp permanent.
- Mai et juin 1940. Arrivent au camp des soldats français et belges pris lors de la Bataille de France.
- Été 1941. Arrivent au camp des prisonniers soviétiques après le déclenchement de l'opération Barbarossa.
- Septembre et octobre 1943. Arrivent au camp des prisonniers italiens, après l'armistice avec l'Italie et l'invasion du pays par l'armée allemande.
- Janvier 1944. Arrivent au camp, en provenance du Stalag VIII-B, des prisonniers canadiens ayant participé au malheureux raid sur Dieppe d'août 1942.
- Mi-avril 1945. Le camp est libéré par l'Armée rouge.

## Évacuation et rapatriement
Le 25 février 1945, en raison des progrès de l'offensive soviétique la plupart des prisonniers furent forcés d'effectuer de pénibles marches vers l'ouest avant d'être libérés par les troupes alliées en avril 1945.

## Conditions de vie
Les prisonniers de rang inférieur de ce camp connurent de bien meilleures conditions que ceux d'autres camps plus au sud. Ils travaillaient généralement dans des fermes et avaient la possibilité d'obtenir une meilleure nourriture. Une discipline souple y régnait. Albert Guedj, surnommé Guetsch, prisonnier français dans ce Stalag depuis le repli de l'Ailette jusqu'à novembre 1941 — date à laquelle il bénéficia d'un rapatriement sanitaire sur l'hôpital Dégenette de Lyon — confirme la relative aménité des gardiens allemands. De plus, lui et d'autres soldats du régiment du 9e Zouave, auquel il appartenait, purent dissimuler leurs origines juives grâce à des artifices à peine ingénieux, et ne furent donc pas envoyés vers les camps de la mort auxquels les destinait la politique d'extermination du Troisième Reich.

## Évasions
Il était relativement facile de s'évader d'une ferme, mais beaucoup plus difficile d'éviter d'être repris. Les prisonniers qui travaillaient dans des fermes ne bénéficiaient pas de l'aide que pouvait fournir un Oflag, avec des équipes de spécialistes qui fabriquaient de faux papiers et préparaient des cartes, sans lesquels il était extrêmement difficile de parcourir des centaines de kilomètres en Allemagne et de passer à travers les nombreux contrôles de la police nazie.
Gabriel Régnier, un prisonnier français, a raconté sa tentative d'évasion manquée avec un compagnon français, le 23 mars 1942. Un travailleur civil polonais de la ferme les aida en cachant des vêtements civils pour eux. Par une nuit très sombre, ils réussirent à atteindre un train de marchandises qui changeait ses wagons à une gare proche de la ferme. Ils réussirent à se cacher dans un wagon couvert rempli de caisses. Lorsque le train s'arrêta à Szczecin pour décharger, ils montèrent dans un autre wagon chargé de sacs d'orge, à destination d'Aix-la-Chapelle, dans l'ouest de l'Allemagne, qu'ils atteignirent quatre jours plus tard. Mais alors qu'ils cherchaient un wagon pour les Pays-Bas, ils furent repérés par un conducteur qui nota deux personnes se déplaçant avec hésitation le long d'un train et ils alertèrent la police militaire. Repris, ils furent renvoyés à Stargard et passèrent 24 jours en réclusion solitaire.

## Sources
- Souvenirs détaillés d'un prisonnier français.
- (en) L'expérience d'un prisonnier canadien Bill Larin.
- Antoine de Roux, Journal dessiné d'un prisonnier de guerre, Robert Laffont, IVe édition, 1945.
- Sara de Lacerda, « Des chercheurs veulent retrouver l'identité de prisonniers enterrés sur le site d'un stalag en Pologne », Sciences et avenir, 8 février 2022.